# 1-й гвардейский укреплённый район
1-й гвардейский укреплённый район (1 гв. НКУР) — гвардейское формирование войск укреплённых районов РККА ВС СССР.
1 гв. НКУР преобразован из 76-го укреплённого района 5 мая 1943 года полевой укреплённый район.
Полное наименование по окончании войны — 1-й Гвардейский Николаевский Краснознамённый укреплённый район. (п/п 41763)
После участия 76 ур в Ростовской наступательной операции 1943 года и освобождения города Ростов-на-Дону, 1-й гвардейский укреплённый район под командованием коменданта УР гвардии полковника Петра Ивановича Саксеев, содействовал уничтожению таганрогской группировки противника на Миус-фронте.
С 29 декабря 1943 года комендантом 1-го гвардейского укреплённого района назначен гвардии полковник / генерал-майор Сергей Иванович Никитин, с 4.1945 года — гвардии полковник Кирьян С. В.

## Боевой путь
|  |
|  |

### Азовское побережье
Несмотря на опасное положение немецких войск в Донбасском выступе, немецко-фашистское командование стремилось любой ценой удержать этот важный промышленный район. В Донбассе оборонялись входившие в группу армий «Юг» (генерал-фельдмаршал Э. Манштейн) 1-я танковая (генерал-полковник Э. Макензен) и 6-я (генерал-полковник К. Холлидт) армии в составе 20 сводных дивизий.
Наступление в рамках Донбасской операции начали войска Юго-Западного фронта (13 августа в районе Змиев и 16 августа в районе Изюм). Хотя наступление развития не получило, оно отвлекло резервы противника и облегчило действия Южного и Степного фронтов.
Фронт 6-й немецкой армии был рассечён, и в прорыв введены танковые и кавалерийский соединения, которые развернули наступление в южном направлении, охватывая таганрогскую группировку противника. Попытки немецкого командования задержать продвижение советских войск успеха не имели. Произведя перегруппировку и развивая наступление, войска Южного фронта к концу августа подошли к городу Таганрог.
В августе 1943 года 1-й гвардейский укреплённый район оставался в оперативном подчинении 44-й армии под командованием генерал-лейтенанта В. А. Хоменко. Совместно с 130-й стрелковой дивизией и 146-й стрелковой дивизией занимал оборону непосредственно перед городом Самбек на Таганрогском направлении. В ночь на 30 августа окружённые немецкие части гарнизона города Таганрог в попытке избежать разгрома организовали немедленный прорыв из образовавшегося «котла» в западном направлении, где были встречены казаками 4-го кавалерийского корпуса. Одновременно с происходящими событиями 29 августа в 23.50 западнее Таганрога был высажен советский тактический десант, который внезапно атаковал восточнее Безымяновки, расположенной между Мариуполем и Кривой косой, отходившие немецкие части из состава 111-й пехотной дивизии. На рассвете 30 августа в оставленный город вступили части 130-й и 146-й стрелковых дивизий.
Оставив Таганрог и понеся большие потери в районе Миусского лимана, противник начал отходить к Мариуполю, рассчитывая закрепиться на заранее подготовленном рубеже, проходившем по берегу реки Кальмиус. Уже 1-2 сентября войска Юго-Западного и Южного фронтов перешли к преследованию отступающего противника и к 6 сентября продвинулись на 75 километров. В ночь на 10 сентября корабли Азовской военной флотилии (контр-адмирал С. Г. Горшков) высадили тактический десант западнее города Мариуполь, который отрезал пути отхода противнику и содействовал овладению городом войсками 44-й армии. В состав сводной группы десанта входило 300 человек из 1-го гвардейского укреплённого района.
Оставив Мариуполь, противник, ведя арьергардные бои, отступал в западном направлении, стремясь занять оборону на рубеже Мелитополь, озеро Молочное. К 11 сентября войска 28 армии вышли на рубеж Старый Крым, Бердянские хутора, порт Мариуполь и развернули наступление по побережью Азовского моря в западном направлении.
13 сентября 1943 года 1-й гвардейский укреплённый район из состава 44-й армии вошёл в состав 28-й армии и в последующем принимал участие в Нижнеднепровской операции.
15 сентября немецким командованием был отдан приказ об отводе основных сил группы армий «Юг» за Днепр, а на южном участке — за реку Молочную. Вопрос об отводе немецких войск севернее Киева с Десны на Днепр ставился в зависимость от дальнейшего развития событий. Немецкое командование в отданной им директиве требовало от своих войск ни в коем случае не допустить форсирования Днепра советской армией и новую позицию на стратегической оборонительной линии удерживать до последнего человека.
Штабом Южного фронта была определена новая задача — высадкой десантов содействовать освобождению города Бердянск (Осипенко). Боевое распоряжение штаба фронта от 15 сентября о высадке 17 сентября 1943 года десанта в районе Осипенко имело задачей перерезать дорогу Осипенко — Геническ. В состав десанта выделялась сводная группа из 419 человек из 1-го гвардейского укреплённого района, находившегося в оперативном распоряжении 28-й армии. Группу, которую возглавил командир 10-го отдельного гвардейского пулемётно-артиллерийского батальона гвардии майор Г. Г. Жемарцев, сформировал личный состав 2-го и 10-го гвардейских опаб. Группа входила во второй эшелон десанта и была высажена бронекатерами Азовской военной флотилии на Бердянскую косу, прикрывая действия основного отряда 384-го отдельного батальона морской пехоты. В целом десантная операция результатов не принесла, однако с потерей этого портового города противник лишился возможности использовать морские коммуникации на Азовском море для эвакуации отступавших частей и соединений.
К 22 сентября 1943 года советские войска вышли на рубеж города Новомосковск, восточное Запорожье, река Молочная. Части 1-го гвардейского укреплённого района продвигаясь в составе 28-й армии, 25 сентября 1943 года вышли к Утлюкскому лиману и заняли участок обороны побережье Азовского моря, Степановская коса, побережье Молочного лимана, Гирсовка.
По требованию Ставки 5-я ударная и 2-я гвардейская армии без предварительной подготовки с ходу нанесли удары по укреплённым высотам «Восточного вала», но успеха не имели, так как противник встретил их шквальным огнём…

Представитель Ставки Верховного Главнокомандующего маршал А. М. Василевский позднее вспоминал:
«…Для ознакомления с обстановкой на месте 23 сентября вместе с Ф. И. Толбухиным побывал в 5-й ударной армии В. Д. Цветаева и во 2-й гвардейской армии Г. Ф. Захарова. Их попытки в течение последних суток преодолеть с ходу оборонительный рубеж по западному берегу Молочной не имели успеха…»
Несмотря на это, наступление войск Южного фронта на линии Васильевка — Токмак — Молочанск продолжилось, вновь начавшись утром 26 сентября 1943 года. Однако инженерно-техническая линия обороны немцев стала крепкой преградой — прорвать её в лоб оказалось трудно, и начались затяжные бои.
В этой обстановке командование 118-й стрелковой дивизии 28-й армии решило предпринять утром 30 сентября 1943 года штурм фашистской обороны южнее Мелитополя в районе села Мордвиновка. В результате 8-дневных боев удалось завоевать небольшой плацдарм в 300 метров. Решением командования Южного фронта на участок в районе прорыва введены новые силы 11-го танкового корпуса и 130-й стрелковой дивизии. Части 1-го гвардейского УР в составе 8-го и 10-го опаб обеспечивали левый фланг группировки 28-й армии и, выбив противника с высоты 34,5 юго-западнее Зелёный Луг, сменили подразделения 118-й дивизии.

### Перекопский вал и низовья Днепра
Перешедший в начале ноября 1943 года в подчинение 51-й армии под командованием Я. Г. Крейзера, 1-й гвардейский укреплённый район 11 ноября 1943 года силами 2-го гвардейского опаб проводил разведку Перекопского вала по захвату Литовского полуострова с населённым пунктом Новый Чуваш, но был встречен организованным огнём из всех видов оружия и контратакой противника. Однако частям 19-го танкового корпуса генерал-лейтенанта И. Д. Васильева и 36-го кавалерийского полка подполковника С. И. Ориночко — удалось прорвать оборону противника в центре Турецкого вала, завязать бои за населённый пункт Армянск и удержать в итоге плацдарм южнее Перекопского вала, с которого в апреле 1944 года началось освобождение Крыма.
С 15 ноября 1943 года 1-й гвардейский укреплённый район без 10-го гвардейского опаб перешёл в резерв 4 Украинского фронта, а 51-я армия начала подготовку к Крымской наступательной операции.
В дальнейшем гарнизон 1-го гвардейского укреплённого района поступил в оперативное распоряжение 2-й гвардейской армии и совместно с 24-й гвардейской стрелковой дивизией (командир полковник Петр Иванович Саксеев), в составе 1-го гвардейского стрелкового корпуса вёл продолжительные жесткие бои за Кинбурнский полуостров и Кинбурнскую косу до полного её освобождения от противника 5 декабря 1943 года. Особенно тяжёлой была обстановка в районе Покровских хуторов. Практически в течение месяца бои шли с переменным успехом: противник морем постоянно высаживал подкрепления и оказывал ожесточённое сопротивление.

Ю. Кириленко, председатель совета ветеранов 24-й гвардейской стрелковой дивизии, полковник в отставке: 
«…Бой на второй линии перед Форштадтом, которую оборонял немецкий заградительный отряд, продолжался более двух часов. На рассвете 5 декабря крепость была взята…»
«…Гитлеровцы отошли из Форштадта на оконечность косы и продолжали оказывать упорное сопротивление. Одновременно фашисты начали грузиться на катер, баржу и лодки у берега лимана. Наши бронебойщики подбили катер и баржу. Однако несколько лодок отплыли в направлении Очакова. На середине лимана лодки были атакованы звеном из четырёх „Илов“. Гитлеровцы, не успевшие пробиться к лодкам, были уничтожены объединёнными усилиями 70-го и 71-го полков. Часть солдат и офицеров противника сдалась в плен. Среди пленных был подполковник Пискулеску, а также большая группа немецких и румынских офицеров.»
Вскоре и немецкое и советское командование убедилось в значимости всего происшедшего. Теснимые 3 Украинским фронтом, фашисты увязли в южной грязи — и Днепро-Бугский лиман стал для них единственной дорогой спасения. Немцы не знали, что здесь, на косе, на виду у порта ещё оккупированного города Очаков и острова Первомайский, русские смогут создать сильную артиллерийскую позицию, заперев выход из города Николаев в море — к Одессе.

Из воспоминаний, «Кинбурнская тетрадь»: 
«…Коса обычно молчала, не отвечая немецким орудиям и минометам. Но стоило на лимане появиться какому-либо немецкому судну, коса открывала огонь. Вступали в дело одна батарея за другой. Последней, окончательно замыкающей выход в море, была батарея на развалинах рыбацкого селения Форштадт, сразу же против фортов острова Первомайский.»
Хотя на острове Первомайский и в Очакове находились немцы и их огневые точки были расположены выгоднее, 2-му и 11-му гвардейским опаб 1-го гвардейского укреплённого района, совместно с 384-м отдельным батальоном морской пехоты — было назначено укрепить на Кинбурнской косе скрытые артиллерийские позиции. Остальные части 1-го гвардейского ур, в составе 28-й армии занимали отведённые участки противодесантной обороны по побережью Кинбурнского полуострова со стороны Днепровского лимана.

### Освобождение Николаева, Южный Буг
Весной 1944 года на берегах Южного Буга развернулись ожесточённые бои. На этом рубеже немецко-фашистское командование стремилось как можно дольше задержать наступление советских войск, так как потеря бугских рубежей для противника означала неизбежный разрыв его с крымской группировкой. Во‑вторых, продвижение советских войск с берегов Буга к Днестру означало дальнейший развал фашистского блока, ускоряло выход Румынии из войны. Понимая это, немцы создали на Южном Буге целую систему крепостей, опорных пунктов и полос долговременной обороны. Эти укрепления должны были сковать как можно больше наших сил и стабилизировать фронт. «Крепостями» на Буге стали Николаев, Вознесенск, Первомайск. Немецким гарнизонам предписывалось удерживать эти города до конца, даже в случае окружения.
В предстоящем наступлении 3 Украинского фронта командование 28-й армии учитывало наличие множества водных преград в районе города Николаев, поэтому для планировавшихся десантных операций к весне 1944 года в оперативное распоряжение коменданта 1-го гвардейского УР был придан 384-й обмп под командованием Ф. Е. Котанова.
13 марта соединения 28‑й армии освободили Херсон. В этот же день 1‑й гвардейский укреплённый район получил приказ форсировать Днепровский лиман. К началу весны 1944 года силами 1-го гвардейского УР, совместно с 384-м обмп уже были проведены разведывательные операции по уточнению состояния обороны противника. К исходу дня 13 марта 1944 года, накануне назначенного времени начала форсирования лимана, с разведывательной задачей на противоположный берег командованием была отправлена разведывательная группа передового отряда 8-го гвардейского опаб под командованием гвардии капитана Виктора Ивановича Воробьёва, в составе которой отличными действиями проявили себя гвардии рядовые Г. А. Пшеницин и С. А. Галусташвили.
В тяжёлых наступательных и оборонительных боях с момента форсирования Днепровского лимана до уличных боев в городе Николаев на рассвет 28 марта 1944 года—именно передовой отряд 8-го гвардейского пулемётно-артиллерийского батальона, под командованием гвардии капитана Воробьёва — будет всегда находится в авангарде частей 1-го гвардейского укреплённого района, разрешая самые тяжёлые и сложные тактические задачи и обеспечивая успех боя.
Во второй половине ночи 14 марта 1944 года, остальные отряды 8-го и 9-го гвардейских опаб 1-го гвардейского ур форсировали Днепровский лиман в районе Широкая Балка и развивая наступление, овладели селами Софиевка, Александровка, городом Станислав. Ломая оборону противника, 8-й гвардейский опаб 1-го гвардейского ур совместно с 384-м обмп продвигались в сторону города Николаев по берегу Южного Буга на левом фланге 28-й армии, где в районе Лупаревского маяка 15 марта 1944 года противник ввёл в бой превосходящие силы. В этот критический момент, проявил личную инициативу и мужество командир пулемётного отделения, гвардии сержант Я. С. Алексеев.
В первой половине дня 16 марта 1943 года, гвардейцы 8 опаб оказались под сильным артиллерийским обстрелом и будучи прижаты попали в окружение. В создавшейся сложной обстановке, командир 8-го опаб гвардии майор С. А. Маричев решает спасти батальон и отдаёт приказ морякам взвода 384-го обмп атаковать занятую врагом высоту. Проявив мужество — морские пехотинцы опрокинули противника со внешней стороны кольца и обеспечили прорыв гвардейцев из окружения. Но обстановка передового отряда продолжала осложняться постоянными десантами неприятеля со стороны Бугского лимана и отрезанностью от тылов. Командование 1-го гвардейского ур выслало в распоряжение гвардии майора Маричева — 4 артиллерийско-пулемётную роту из состава находившегося на правом фланге 9-го гвардейского опаб и вооружение для отражения усиливающихся с направления Кисляковского маяка атак противника и дальнейшего продвижения. Однако противник, пользуясь прикрытием артиллерии с противоположного берега Бугского лимана и превосходящими силами — начал обход частей 1-го ур с целью выхода в район Лупаревский маяк и окружения наступающих подразделений 1-го гвардейского укреплённого района. Разгадав замысел врага, командир 2-й артиллерийско-пулемётной роты 9-го гвардейского опаб, гвардии старший лейтенант М. Н. Серогодский, решил принять главный удар противника и отвлечь на себя часть его сил. Правильно оценив обстановку, он организовал не большие штурмовые группы автоматчиков и смело выбросил их в тыл наступающего противника опираясь на круговую оборону. В течение дня 16 марта, рота гвардии старшего лейтенанта Серогодского отразила шесть яростных атак противника, который потеряв около 200 человек был обескровлен и вынужденно перешёл к обороне, а части ур, перейдя в наступление, овладели населёнными пунктами Кисляковка и Святотроицкое.
В это же время подразделения 9-го гвардейского опаб совместно с 295 стрелковой дивизией, двигаясь через Цареводар, соединились к 19 марта 1944 года с остальным отрядом 8-го гвардейского опаб в районе села Балабановка на подступах к Николаеву и заняли исходный рубеж для наступления.
На рассвете 19 марта подразделения 384‑го обмп вдоль реки, части 1-го ур с юга, а 1040‑й и 1042‑й полки 295‑й стрелковой дивизии с востока — атаковали Балабановку. Четвёртая пулемётно-артиллерийская рота под командованием гвардии старшего лейтенанта Георгия Трофимовича Андреева — смелым и решительным наступлением ворвалась в Балабановку, обеспечив стык 8-го гвардейского опаб 1-го гвардейского укреплённого района и частей 295-й стрелковой дивизии. В течение суток рота отражала атаки превосходящих сил немцев, пытавшихся вернуть утраченные позиции. Получив сильную контузию, командир роты не покинул занятый участок и продолжал отражать натиск противника лично заняв место вышедшего из строя пулемётного расчёта. Враг, не выдержав комбинированного удара, оставил Балабановку и отошёл на первый городской оборонительный рубеж южнее Богоявленского.
На подступах к Николаеву наиболее напряжённые бои завязались за Богоявленское и Широкую Балку. Цепляясь за каждый выгодный рубеж, за каждый населённый пункт, противник часто переходил в контратаки. Более двух суток шли бои на подступах к Богоявленскому. К рассвету 21 марта 1944 года, командный пункт 1-го гвардейского укреплённого района переместился в этот населённый пункт. Противник отступил и закрепился на втором Николаевском оборонительном рубеже в Широкая Балка.
Продвижение советских войск приостановилось. Гитлеровцы упорно держались за Широкую Балку, которая являлась последним мощным узлом сопротивления перед Николаевом. Этот район обороны, хорошо оборудованный в инженерном отношении и состоящий из 4-х линий полевых окопов полного профиля — представлял собой обильно насыщенную огневыми средствами, опоясанную противотанковым рвом систему минных полей с проволочными заграждениями и рассматривался противником как неприступная «крепость» — рассчитанная на длительное сопротивление.
Для обеспечения успешного продвижения войск командующий 28-й армией генерал-лейтенант А. А. Гречкин решил высадить 26 марта 1944 года десант из состава 384-го обмп за укреплённой линией противника в районе маяк северо-западнее Широкой Балки с задачей во взаимодействии с частями 1-го гвардейского ур, 295-й и 49-й гвардейской дивизиями овладеть Широкой Балкой и развить дальнейшее наступление вдоль восточного берега Южного Буга на Николаев. Организация десанта была поручена командованию 1‑го гвардейского укреплённого района, в оперативном подчинении которого продолжал находиться 384‑й обмп. Десантный отряд был сформирован из 55 моряков 384‑го обмп и 12 человек личного состава армии: 3 связиста из штаба 28‑й армии, 4 сапёра из 1-й роты 57‑го оисб и 5 человек из 1‑го гвардейского укреплённого района. Основная задача предстоящего десанта заключалась в том, чтобы после высадки действовать вдоль берега Южного Буга в сторону фронта на соединение с 8-м гвардейским опаб гвардии майора Маричева. Однако десант был обнаружен, погибли 57 человек.

Выписка из отчёта штаба 1-го гвардейского ур, по описанию боевых действий частей 1‑го гвардейского ур за период с 1 января по 31 марта 1944 года: 
«…В 03.00 26 марта десант на подручных средствах высадился и занял оборону в районе элеватора. Был обнаружен противником на рассвете, который принял меры к ликвидации десанта… … Десант моряков поставленную задачу выполнил — отвлек на себя части с фронта, но здесь была допущена ошибка в постановке задачи и последующих действиях десанта. Десанту не надо было занимать оборону у элеватора. После высадки и уточнения обстановки немедленно надо было действовать из тыла противника, выходя на соединение с частями, действующими с фронта. Это обеспечило бы операцию не только для успешных действий десанта, но и для успешного действия частей, наступающих с фронта. Промедление и оборонительные действия у элеватора дали возможность противнику справиться и принять меры по уничтожению тактического десанта…»
Одновременно с подготовкой десанта, 24 марта 1944 года был осуществлён прорыв обороны противника в Широкую Балку на участке 9-го гвардейского опаб под командованием гвардии майора Е. М. Еременко. Во многом это стало возможным благодаря группе бойцов под командованием гвардии рядового К. М. Трухинова, которые осуществляли инженерное обеспечение батальона. Не имея потерь, группа Трухинова, прогрызая шаг за шагом оборону противника и находясь под перекрестным пулемётно-миномётным огнём, сделала до 15 проходов в минных полях и проволочных заграждениях, обеспечив наступление подразделений 9-го гвардейского опаб 1-го гвардейского ур. Овладев одним из опорных пунктов противника в селе Широкая Балка, части укреплённого района завязали бои на подступах к Николаеву. Под покровом темноты 24 марта 1944 года командир 2-й апр 9-го гвардейского опаб гвардии старший лейтенант М. Н. Серогодский снова осуществил решительный и смелый обходной манёвр — увлекая за собой роту, он проник в тыл противника и навязал штыковой бой, ворвавшись в линию траншей. Получив ранение, командир роты продолжал вести огонь и удерживать занятую позицию, обеспечивая прорыв остальных подразделений батальона. Продвигающиеся с затяжными боями подразделения 9-го гвардейского опаб были остановлены огнём ДОТа. Под покровом темноты 26 марта 1944 года входящий в группу обеспечения гвардии рядовой Трухинов провёл штурмовую группу через минное поле и земляносным мешком прикрыл амбразуру ДОТа, чем способствовал уничтожению гарнизона вражеской огневой точки штурмовой группой 9-го опаб.
В час ночи 28 марта 1944 года после 15‑минутного огневого налёта соединения 2‑го гвардейского корпуса перешли в наступление. Немецко-фашистские войска, не выдержав мощного согласованного удара, дрогнули и начали поспешно отходить к переправам через Южный Буг.

Из оперативной сводки штаба 28‑й армии № 78: 
«1-й гвардейский укрепленный район, развивая наступление вдоль железнодорожного полотна, во взаимодействии с частями 295-й и 49-й гвардейской стрелковых дивизий, сломив сопротивление противника, с боями ворвался в юго-восточную окраину Николаева, ведя упорные бои, полностью очистил районы элеваторов.»
Из боевого донесения штаба 3‑го Украинского фронта Верховному Главнокомандующему о наступлении войск на юге Украины 28 марта 1944 года:
«… 5‑я ударная и 28‑я армия при содействии войск 6‑й армии и десантных отрядов морской пехоты после упорных боев штурмом овладели крупным областными промышленным центром Украины — городом Николаев, сильным опорным пунктом обороны немцев в устье реки Южный Буг.»
За отличие в боях по освобождению города Николаев 1-му гвардейскому укреплённому району и 384-му обмп присвоено почётное наименование «Николаевский».

### Освобождение города Очаков
29 марта 1944 года штаб 1-го гвардейского Николаевского укреплённого района получил приказ от командующего 5-й Ударной армии генерал-лейтенанта В. Д. Цветаева, в оперативное подчинение которой он поступил, о взятии города Очаков к исходу следующего дня.
Приступив к выполнению поставленной задачи, подразделения 8-го и 9-го гвардейских опаб к 24.00 29 марта 1944 года переправились на западный берег Бугского лимана по понтонному мосту в городе Николаев и на подручных средствах в районе Малая Корениха, Новая Богдановка, и завязав бои с частями 15-й пехотной дивизии румын — повели наступление в обход Очакова с северо-запада, заняв к исходу дня 30 марта село Ближний Бейкуш. Во исполнение полученного приказа, 2-й гвардейский опаб 1-го гвардейского Николаевского ур — форсировал тремя ротами с Кинбурнской косы Днепровский лиман и к 8 часам 30 марта с боем овладел селом Дмитриевка, после чего, продолжая одной ротой оборонять оконечность Кинбурнской косы — наступал вдоль берега лимана на город Очаков. Пользуясь тем, что основные силы батальона 25-го пехотного полка румын и моторизованный отряда немцев в районе Старой Богдановки вели бой с подразделениями 11-го гвардейского опаб и передовым отрядом 295-й стрелковой дивизии — 2-й гвардейский опаб 1-го гвардейского Николаевского укреплённого района с боем овладел городом Очаков к 19.00 30 марта 1944 года и полностью очистил его от противника. В это же время, подразделения 8-го и 9-го пулемётно-артиллерийских батальонов очищали Лагерную косу от остатков вражеских войск. Противник не успел переправить все своё материальное обеспечение на западный берег Березанского лимана, и на Лагерной косе было захвачено множество боевой техники, боеприпасов и имущества. Подразделения 10-го гвардейского опаб с остальными частями 295-й стрелковой дивизии, к этому времени сосредоточились в районе Нечаянное в готовности вести наступление по левому берегу Березанского лимана.
За образцовое выполнение задания командования по освобождению города Очаков и проявленную при этом доблесть и мужество — 1-й гвардейский Николаевский укреплённый район награждён орденом Красного знамени.

### Черноморское побережье
С апреля 1944 года, части 1-го гвардейского НКур в составе 8-й гвардейской армии 3 Украинского фронта продолжили участие в Одесской наступательной операции и приступили к выполнению поставленной задачи по обороне побережья Чёрного моря.
В 18.30 6 апреля 1944 года, при переезде на новое место дислокации управления укреплённого района из села Куцуруб в село Аджиаска, в 5 км юго-западнее города Очаков, в направлении острова Березань, взорвался на плавучей мине сейнер «Дельфин» с управлением, политотделом и отделом контрразведки «Смерш». Погибли 23 офицера, 30 человек рядового и сержантского состава, 7 человек команды сейнера. Вместе с погибшими, ушли на дно моря и сейфы с документами штаба соединения, в которых, в частности, значились имена 7 человек из личного состава 28-й армии и 5 человек из личного состава 1-го гвардейского НКур, принимавших участие в Николаевском десанте.
Поступив в оперативное подчинение 46-й армии, гарнизон 1-го гвардейского НКур получил распоряжение штаба армии о переходе частей к обороне, изучению противника, его системы огня и обороны, а также проведении мероприятий по маскировке своих войск и боевых порядков, и в рамках Ясско-Кишеневской операции — приступить к подготовке форсирования Днестровского лимана в составе Особой группы войск 46-й армии.
В 20.00 20 августа 1944 года, штабом 1-го гвардейского НКур был получен приказ о форсировании Днестровского лимана и начале наступления. В ночь на 22 августа в 2 часа 30 минут, следуя в первом эшелоне южного отряда десанта, 2-й и 8-й гвардейские опаб высадились на берегу в районе Терезино — Шабо колония и к 9.00 продвинулись до 9 километров вглубь обороны противника, охватывая его группировку. Ворвавшись во вражеские траншеи и захватив их, гвардейцы 4-й пулемётно-артиллерийской роты 8-го гвардейского опаб, увлекаемые командиром роты гвардии старшим лейтенантом Георгием Трофимовичем Андреевым, продолжили наступление. Прорвав правый фланг обороны противника, гвардии старший лейтенант Андреев обнаружил действовавшие в тылу 2-го гвардейского опаб гвардии капитана Воробьёва — артиллерийские позиции противника. Смелыми и решительными действиями рота гвардии старшего лейтенанта Андреева бросилась в атаку и, частью захватив в плен, а частью уничтожив расчёты орудий, предотвратила окружение 2-го гвардейского опаб и захватила орудия разного калибра со складом боеприпасов.
Рота 2-го гвардейского опаб, действовавшая в городе Белгород-Днестровский, через пленных выяснила, что в крепости сосредоточился 550-й батальон 3-й румынской армии во главе с командиром батальона. К крепости была направлена делегация от командира роты с предложением немедленно капитулировать. К 19.00 22 августа 1944 года, город Белгород-Днестровский был очищен от противника полностью.
Таким образом, в течение трёх дней боевых действий частей 1-го гвардейского НКур против 110-й пехотной дивизии 3-й румынской армии, части дивизии были полностью разгромлены. Часть из них уничтожена, часть пленена подразделениями укреплённого района, материальная часть противника осталась в полосе наступательных действий 1-го гвардейского НКур. С 22 по 24 августа 1944 года, противник потерял убитыми около 500 человек солдат и офицеров. Взято в плен 3069 человек солдат и офицеров. Из них немцев 885 человек, румын 2184 человек. Было пленено офицеров 45 человек, из них 11 человек немцев.

### Болгария, Югославия, Венгрия
К концу августа 1944 года, части 1-го гвардейского укреплённого района сосредоточились в городе Измаил и готовились к форсированию реки Дунай в её излучине, а также к переходу в состав 57-й армии 3-го Украинского фронта. Погрузив на баржи Дунайской флотилии материальную часть, гарнизон 1-го укреплённого района по железной дороге вдоль правого берега Дуная — совершил марш по территории Болгарии в город Лом и Видин.
К началу октября 1944 года, гарнизон 1-го гвардейского ур в полном составе сосредоточились в городе Фердинанд и маршем выступили на территорию Югославии и приняли участие в Белградской наступательной операции.
Совершив 200 километровый переход и преодолев горный перевал из Болгарии в Югославию в районе Киреево-Вратарница — части 1-го гвардейского укреплённого района к исходу дня 8 октября 1944 года — были сосредоточены в назначенных районах обороны на подступах к городу Княжевац — с задачей не допустить подхода противника в город. На занятом рубеже, подразделениям 1-го гвардейского ур противостояли части сил 7-й высокогорно-пехотной Альпийской дивизии СС «Принц Евгений». а также остатки Румынской Дунайской флотилии во главе с адмиралом Фрейком и полковником Кратенау, отошедших на данный рубеж после боев в районе Неготина.
10 октября 1944 года, подразделения 9-го гвардейского опаб повели наступление на город Княжевац и при поддержке Югославских партизан соединились с наступающим 10-м гвардейским опаб, окружив и уничтожив обороняющего город противника. К исходу дня город Княжевац был полностью очищен от врага.
Успешное выполнение 1-м гвардейским Николаевским Краснознамённым ур задач, поставленных командованием Армии, было обеспечено в первую очередь за счёт слаженных действий артиллерии и грамотного использования усиленных групп. Тем самым были продемонстрированы возможности полевых укреплённых районов, не приспособленных к наступательным действиям, — умение решать оружейным огнём наступательные задачи.
Большую роль сыграли так же Югославские партизаны, сообщившие данные о неприятеле и проведшие через горы подразделения 1-го гвардейского укреплённого района — в обход рубежей обороняющего город противника.
Устранение сопротивления противника в обороне города Княжевац, позволило частям 1-го гвардейского ур приступить к освобождению города Ниш, расположенного юго-западнее Княжевац. Совместно с армейскими частями Болгарии к исходу дня 14 октября 1944 года усиленный ротой разведки передовой отряд 11-го гвардейского опаб 1-го гвардейского района вступил в город Ниш и полностью освободил его от неприятеля.
Операция прошла почти без потерь в личном составе укреплённого района, что объясняется фактом исключительного умения разведчиков гарнизона действовать мелкими группами — особенно в условиях города, а также хорошей организацией взаимодействия разведчиков с артиллеристами. Основными силами, освободившими город, были югославские партизаны, поддержку которых осуществляла разведывательная рота 1-го гвардейского укреплённого района, а также части болгарской армии. Тем не менее подвижной отряд 11-го гвардейского опаб и разведгруппа, усиленная двумя артиллерийскими батареями, первыми ворвались в район обороны противника и внесли замешательство в стан врага, что облегчило в целом операцию по овладению городом Ниш.
Согласно распоряжению штаба 57 Армии о выходе и маршруте движения частей 1-го гвардейского НКур в район города Белград — разведывательные группы укреплённого района содействовали частям 64 стрелково корпуса 3 Украинского фронта и несли разведку неприятеля впереди полосы обороны. Противник, обеспечивая выход немецких войск из Албании и Греции, оборонялся на участке Илок — Люба — Ердевик — Мартинци силами 264 пехотной дивизии, 118 Альпийской дивизии, одним батальоном дивизии СС «Принц Евгений», остатками 92 батальона морской пехоты, полком итальянцев, полком австрийцев, танковым батальоном и имел в своём составе около 2000 человек из числа хорватских добровольцев и усташей.
В первой половине дня 4 декабря 1944 года, подразделения 2-го и 10 го гвардейских опаб 1-го гвардейского ур — огнём всех орудий обеспечивали прорыв на участке соединений 52-й стрелковой дивизии, наступающих на город Илок совместно с 9-й бригадой НОАЮ и Итальянской бригадой, и концу дня освободили его от противника. Одновременно с наступлением на город Илок, 11-й гвардейский опаб, в соответствии с боевым распоряжением штаба 68-го корпуса — в 5.00 4 декабря 1944 года на бронекатерах 2-й дивизиона Дунайской флотилии — высаживается десантом восточнее Опатовац и принимает участие в освобождении города. Освобождению города способствовали так же, действовавшая в тылу противника сводная группа из состава 1-го НКур и 305-го обмп под руководством командира 11-го гвардейского опаб, гвардии подполковника А. Г. Храпун.
Под влиянием успехов войск в Белградской операции, командование 3-го Украинского фронта в ходе начавшейся Будапештской наступательной операции решило высадить десант на южный берег Дуная с целью овладения городом Вуковар — чтобы содействовать наступающим в направлении венгерской границы войскам фронта. В состав десанта входила сводная группа из 360 человек 8-го гвардейского опаб 1-го гвардейского НКур, 304-х человек 305 обмп, а также 1100 человек 5-й бригады 36-й пехотной дивизии НОАЮ. Ведя тяжёлые бои, занятый на левом берегу Дуная плацдарм удерживался десантом в течение трёх суток.
Понеся ощутимые потери и утратив все средства противотанковой борьбы в отсутствии поддержки авиации, к утру 10 декабря 1944 года десант был снят по приказу. Правильные действия кораблей Дунайской флотилии и десантников, позволили десанту трое суток отбивать постоянные мощные контратаки превосходящих сил врага. Неуспех десанта в целом был обусловлен отсутствием постоянного артиллерийского обеспечения и не достаточно продуманными подробностями проведения операции штабом 68-го корпуса, а также организованной обороной противника и неудачным наступлением сухопутных войск фронта на подступах к городу Вуковар.
Продвигаясь в составе 68-го корпуса, части 1-го гвардейского НКур с боями вошли на территорию Венгрии и к 22 декабря 1944 года перешли в подчинение 21-го стрелкового корпуса 4-й гвардейской Армии.
После войны дислоцировался в с. Страшены Молдавской ССР , ОдВО.

## Состав
В состав 1-го гвардейского укреплённого района входили:
- управление (штаб) — с декабря 1942 года, начальник штаба — гвардии полковник Василий Иванович Аргунов.
- внештатная разведывательная рота 1-го гв. НКур[23]—с 25 июня 1944 года, командир роты—гвардии старший лейтенант Гавриил Семёнович Куйдин.
- 2-й отдельный гвардейский пулемётно-артиллерийский батальон (п/п 44060 В).
- 8-й отдельный гвардейский пулемётно-артиллерийский батальон (п/п 05925).
- 9-й отдельный гвардейский пулемётно-артиллерийский батальон (п/п 34426).
- 10-й отдельный гвардейский пулемётно-артиллерийский батальон (п/п 41626).
- 11-й отдельный гвардейский пулемётно-артиллерийский батальон (п/п 44130).
- 33-я отдельная гвардейская рота связи.

## Награды
- 1 апреля 1944 года — Почётное наименование «Николаевский» — присвоено приказом Верховного Главнокомандующего № 076 от 1 апреля 1944 года за отличие в боях по освобождению города Николаева.
- 3 апреля 1944 года —  Орден Красного Знамени — присвоено указом Президиума Верховного Совета СССР от 3 апреля 1944 года за образцовое выполнение заданий командования в боях при освобождении города Очакова и проявленные при этом доблесть и мужество.[24]

## Отличившиеся воины
- Алексеев, Яков Саввович, гвардии сержант, командир пулемётного отделения сводной группы.
- Андреев, Георгий Трофимович, гвардии старший лейтенант, командир 4-й артиллерийско-пулемётной роты 8-го гвардейского опаб.
- Воробьёв, Виктор Иванович, гвардии майор, командир 2-го гвардейского отдельного пулемётно-артиллерийского батальона.
- Галусташвили, Сократ Алексеевич, гвардии рядовой, пулемётчик 8-го гвардейского отдельного пулемётно-артиллерийского батальона.
- Пшеницин, Геннадий Александрович, гвардии рядовой, пулемётчик 8-го гвардейского отдельного пулемётно-артиллерийского батальона.
- Серогодский, Михаил Николаевич, гвардии старший лейтенант, командир 2-й артиллерийско-пулемётной роты 9-го гвардейского опаб.
- Трухинов, Константин Матвеевич, гвардии рядовой, сапёр 9-го гвардейского отдельного пулемётно-артиллерийского батальона.